# Скрытые фигуры
«Скры́тые фигу́ры» (англ. Hidden Figures) — американская биографическая драма 2016 года, третий полнометражный фильм, снятый Теодором Мелфи по сценарию Мелфи и Эллисон Шредер. Фильм основан на реальных событиях начала 1960-х годов, когда была начата космическая программа «Меркурий» и осуществлён первый пилотируемый орбитальный запуск США в 1962 году. Он основан на одноимённой научно-популярной книге 2016 года Марго Ли Шеттерли о трёх женщинах-математиках афроамериканского происхождения: Кэтрин Гобл Джонсон (Тараджи П. Хенсон), Дороти Воган (Октавия Спенсер) и Мэри Джексон (Жанель Монэ), которые работали в НАСА во время космической гонки. Среди других звёзд — Кевин Костнер, Кирстен Данст, Джим Парсонс, Махершала Али, Элдис Ходж и Глен Пауэлл.
Основные съёмки начались в марте 2016 года в Атланте, штат Джорджия, и завершились в мае 2016 года. Другие места съёмок включали несколько других мест в Джорджии, включая Ист-Пойнт, Кантон, Монро, Колумбус и Мэдисон.
Фильм «Скрытые фигуры» был выпущен ограниченным тиражом 25 декабря 2016 года компанией 20th Century Fox, а затем вышел в широкий прокат 6 января 2017 года. Фильм получил положительные отзывы, в которых хвалили актёрскую игру (особенно Хенсон, Спенсер и Монэ), сценарий, режиссуру, операторскую работу, эмоциональный тон и историческую точность, хотя некоторые утверждали, что в нём представлен рассказ о белом спасителе. Фильм имел коммерческий успех, собрав 236 миллионов долларов по всему миру при производственном бюджете в 25 миллионов долларов. Deadline Hollywood отметил его как один из самых прибыльных релизов 2016 года и подсчитал, что он принёс чистую прибыль в размере 95,5 миллионов долларов.
Фильм был выбран Национальным советом кинокритиков США в качестве одного из десяти лучших фильмов 2016 года и получил различные награды и номинации, включая три номинации на 89-й церемонии вручения премии «Оскар», включая «Лучший фильм». Фильм также получил премию Гильдии киноактёров США за лучший актёрский состав в игровом кино.

## Сюжет
В 1961 году Кэтрин Джонсон работает расчётчиком в отделе West Area Computers исследовательского центра Лэнгли в Хамптоне, штат Виргиния, вместе со своими коллегами, начинающим инженером Мэри Джексон и их неофициальным руководителем Дороти Воган. Все они афроамериканки; подразделение разделено по расе и полу.
После успешного запуска Советским Союзом в космос Юрия Гагарина на исследовательский центр давят, чтобы как можно быстрее отправить американского астронавта в космос. Руководитель Вивьен Митчелл назначает Кэтрин, учитывая её навыки в аналитической геометрии, в помощь Космической рабочей группе Эла Харрисона. Она становится первой чернокожей женщиной в команде. Новые коллеги Кэтрин изначально относятся к ней пренебрежительно, особенно главный инженер Пол Стэффорд.
Мэри назначена в команду, занимающуюся расчётом теплозащиты спускаемого аппарата, где сразу же выявляет недостатки конструкции. Между тем, Митчелл сообщает Дороти, что её не повысят, поскольку нет никаких планов назначить «постоянного наблюдателя для цветной группы».
Мэри получает поддержку от своего руководителя польско-еврейского происхождения, пережившего Холокост, чтобы подать заявку на официальную должность инженера НАСА. Когда Мэри подаёт заявление, Митчелл говорит ей, что, несмотря на свою степень по математике и физике, она никогда не станет инженером НАСА, потому что ей нужно будет учиться на сертификационных курсах. Курсы проходят в полностью белой близлежащей средней школе Хэмптона, но, несмотря на возражения мужа, Мэри решает подать петицию для получения разрешения на посещение.
Кэтрин встречает на барбекю подполковника Национальной гвардии США афроамериканца Джима Джонсона, но она разочарована, когда он высказывает скептицизм по поводу математических способностей женщин. Позже он приносит свои извинения и начинает проводить время с Кэтрин и её тремя дочерями.
Когда Харрисон предлагает своим подчинённым решить сложное математическое уравнение, Кэтрин находит решение, что впечатляет Харрисона. Астронавты из первого отряда астронавтов США посещают Лэнгли, и Джон Гленн старается изо всех сил быть дружелюбным по отношению к женщинам в West Area Computers.
Харрисон приходит в ярость, когда узнает, что Кэтрин приходится регулярно проходить полмили (800 метров) до другого здания, чтобы воспользоваться туалетом «для цветных». Харрисон отменяет сегрегацию в туалете, сбивая знак «Туалет для цветных». Харрисон позволяет Кэтрин присутствовать на собраниях, на которых она понимает, как рассчитать повторный вход космической капсулы. Несмотря на это, Стаффорд заставил Кэтрин удалить её имя из отчётов, настаивая на том, что расчётчики не делают отчёты. Отчёты делает исключительно Стаффорд. Тем временем Мэри подала в суд и выиграла дело в местном суде, обращаясь к чувству истории и справедливости, хотя суд ограничил её вечерними занятиями в сегрегированной школе.
Дороти узнает о предстоящей установке электронного компьютера IBM 7090, который сможет заменить расчётчиков. Она заходит в компьютерную комнату, чтобы больше узнать о компьютере, и успешно запускает машину. Позже Дороти посещает публичную библиотеку (где библиотекарь ругает её за посещение секции «только для белых»), чтобы взять книгу о Фортране. Она крадёт книгу, сама обучается программированию и обучает своих коллег в West Area Computers.
Когда в НАСА узнают о новых навыках Дороти, её повышают до руководителя отдела программирования; она соглашается только при условии, что будут переведены и 30 её коллег. Митчелл наконец обращается к ней «миссис Воган», а не «Дороти».
Когда сделаны заключительные приготовления к запуску Джона Гленна, Кэтрин переназначают обратно в West Area Computers. Харрисон говорит ей, что ничего не может поделать с понижением и что им больше не нужны математики в их отделе.
В день запуска обнаружены расхождения в вычислениях IBM 7090 в координатах посадки капсулы. Астронавт Гленн требует вызвать Кэтрин, чтобы проверить их. Она быстро делает это, но после передачи результатов в диспетчерскую перед ней хлопают дверью. Тем не менее, Харрисон даёт ей пропуск безопасности.
После успешного запуска и выхода на орбиту появляется предупреждение о том, что тепловой щит капсулы, возможно, расшатался[уточнить]. Управление полётом решает посадить капсулу после трёх витков на орбите вместо семи, и Харрисон предлагает удержать щит в нужном положении, используя закреплённый на нём тормозной двигатель аппарата. «Дружба 7» успешно приземляется.
После выполнения миссии расчётчиков увольняют, заменяя электронными компьютерами. Кэтрин переведена в отдел анализа и вычислений, Дороти продолжает руководить отделом программирования, а Мэри получает диплом инженера и получает соответствующую должность в НАСА. Стэффорд приносит Кэтрин чашку кофе и соглашается указать её как соавтора доклада.
В эпилоге рассказывается, что Кэтрин позже рассчитала траектории для миссий «Аполлон-11» и «Спейс шаттл». В 2015 году она была награждена Президентской медалью Свободы. В следующем году НАСА назвала в её честь здание вычислительного центра в исследовательском центре Лэнгли.

## В ролях
- Тараджи П. Хенсон — Кэтрин Джонсон
- Октавия Спенсер — Дороти Воган
- Жанель Монэ — Мэри Джексон
- Кевин Костнер — Эл Харрисон
- Кирстен Данст — Вивьен Митчелл
- Джим Парсонс — Пол Стэффорд
- Махершалалхашбаз Али — полковник Джим Джонсон
- Элдис Ходж — Леви Джексон
- Глен Пауэлл — Джон Гленн
- Кимберли Куинн — Рут
- Олек Крупа — Карл Зилински
- Курт Краузе — Сэм Тёрнер
- Кен Штрунк — Джим Вебб
- Лидия Джюэтт — молодая Кэтрин Коулман
- Донна Биско — Джульетта Коулман
- Сания Сидни — Констанс Джонсон
- Джейден Кейн — Джошуа Коулман
- Коди Каррера — сотрудник НАСА

## Маркетинг и прокат
Тизер-трейлер появился в сети 14 августа 2016 года, трейлер — 16 ноября 2016 года. Дистрибьютером фильма выступила кинокомпания 20th Century Fox, а бюджет составил 25 млн долларов. Картина собрала более 235 млн долларов по всему миру.

## Отзывы
Фильм получил высокие оценки мировой кинопрессы: на сайте Rotten Tomatoes его рейтинг составляет 93% на основе 319 рецензий со средним баллом 7,6/10. На сайте Metacritic фильм получил 74 балла из 100 на основе рецензий 47 критиков.

## Награды и номинации
- 2016 — премия Национального совета кинокритиков США за лучший актёрский ансамбль, а также попадание в десятку лучших фильмов года.
- 2016 — премия «Спутник» за лучший актёрский ансамбль, а также 6 номинаций: лучший фильм, лучший адаптированный сценарий (Эллисон Шредер), лучшая актриса (Тараджи П. Хенсон), лучшая актриса второго плана (Октавия Спенсер), лучшая оригинальная музыка (Ханс Циммер), лучшая оригинальная песня (Фаррелл Уильямс за песню «Running»).
- 2017 — три номинации на премию «Оскар»: лучший фильм (Донна Джильотти, Питер Чернин, Дженно Топпинг, Фаррелл Уильямс, Теодор Мелфи), лучший адаптированный сценарий (Эллисон Шредер, Теодор Мелфи), лучшая женская роль второго плана (Октавия Спенсер).
- 2017 — две номинации на премию «Золотой глобус»: лучшая женская роль второго плана в кинофильме (Октавия Спенсер), лучшая музыка к фильму (Ханс Циммер, Фаррелл Уильямс, Бенджамин Уоллфиш).
- 2017 — номинация на премию BAFTA за лучший адаптированный сценарий (Эллисон Шредер, Теодор Мелфи).
- 2017 — премия Гильдии киноактёров США за лучший актёрский состав в игровом кино, а также номинация в категории «лучшая женская роль второго плана» (Октавия Спенсер).
- 2017 — премия «Сатурн» за лучший приключенческий фильм или боевик, а также номинация в категории «лучшая актриса» (Тараджи П. Хенсон).
- 2017 — номинация на премию «Хьюго» за лучшее драматическое представление — длинная форма (Эллисон Шредер, Теодор Мелфи).
- 2017 — номинация на премию Гильдии сценаристов США за лучший адаптированный сценарий (Эллисон Шредер, Теодор Мелфи).
- 2018 — две номинации на премию «Грэмми»: лучший саундтрек (Ханс Циммер, Фаррелл Уильямс, Бенджамин Уоллфиш), лучший саундтрек-компиляция (Фаррелл Уильямс).

## Факты
- Тема расовой сегрегации была намеренно усилена режиссером: в реальности Кэтрин Джонсон без проблем пользовалась туалетом «для белых» в основном здании (в фильме ей приходится бегать в другой корпус, где есть туалет «для цветных»)[7], Дороти Воган стала начальником отдела еще в 1948 году (в фильме ей отказывают в повышении вплоть до 60-х гг.)[8], а Мэри Джексон легко получила разрешение на повышение квалификации в школе для белых мужчин (в фильме ей приходится добиваться этого права через суд)[9]. По воспоминаниям самой Кэтрин Джонсон, расовая сегрегация в NASA никак ее не затрагивала: «Я не чувствовала никакой сегрегации. Я знала, что она есть, но я ее не чувствовала»[10].
- Фильм также подвергался критике за эксплуатацию темы «белого спасителя» (киноведческий концепт, подразумевающий, что наличие белого положительного персонажа, который помогает чернокожим героям, является расистским стереотипом[11]). По мнению критиков, в роли «белого спасителя» в данном случае выступает персонаж Кевина Костнера[12][13].
- Это полнометражный дебют певицы Жанель Монэ.
- Это вторая совместная работа Октавии Спенсер и Кевина Костнера (первой был фильм «Чёрное или белое»).
- Музыкант Фаррелл Уильямс участвовал в качестве одного из продюсеров фильма, а также участвовал в создании музыкального сопровождения фильма[14].